# Haykel Guemamdia
Haykel Guemamdia - em árabe, هيكل قمامدية  (Gafsa, 22 de dezembro, 1981) - é um futebolista da Tunísia.